# LED TV

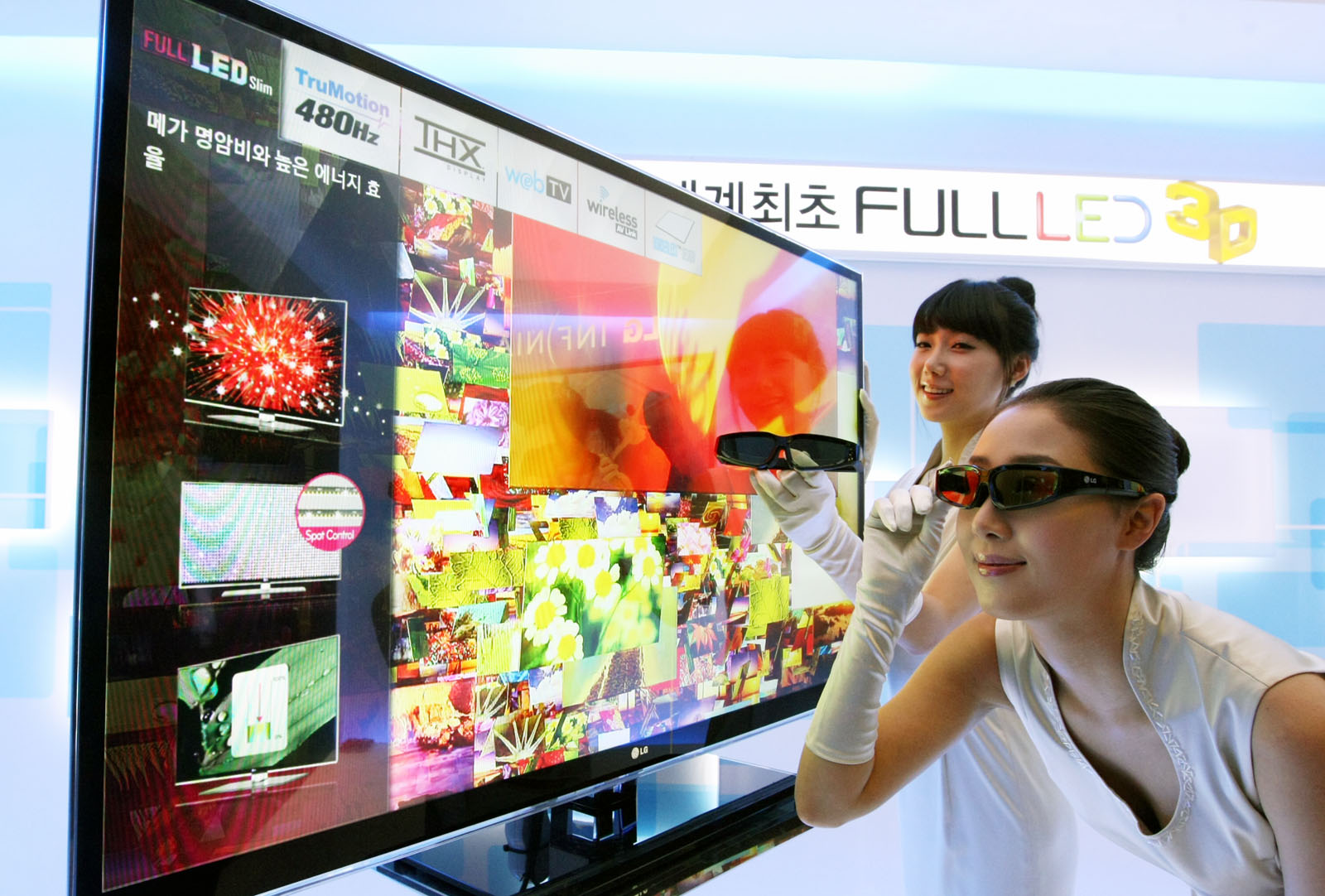
Uma LED TV sendo inspecionada com óculos 3D.

A LED TV é um televisor que usa vários diodos emissores de luz (LEDs) por trás de um painel LCD. Proporciona melhor contraste de imagem que a LCD com iluminação traseira por Eletroluminescência (comuns).
Além de maior economia de energia, essa tecnologia permite controlar a intensidade luz por região da tela, proporcionando tons de preto mais naturais (menos iluminados), ao contrário das LCD convencionais que emitem o feixe de luz através de apenas uma grande lâmpada plana.
O uso de LEDs permite ainda a redução da espessura da TV, por dispensar a lâmpada CCFL.